# Sarsameira exilis
Sarsameira exilis är en kräftdjursart som först beskrevs av T. och A. Scott 1894.  Sarsameira exilis ingår i släktet Sarsameira och familjen Ameiridae. Arten är reproducerande i Sverige. Inga underarter finns listade i Catalogue of Life.